# KK Alkar Sinj
KK Alkar je košarkaški klub iz Sinja. Trenutačno je član HT Premijer Lige.

## Povijest
Košarka u Sinj stiže 1952., a tri godine kasnije osnovan je klub KK Tekstilac. U narednim godinama klub nije imao značajnijih uspjeha. 
Klub 1965. mijenja ime u KK Alkar, a te iste godine natječe se u Dalmatinskoj ligi (4. liga). Nakon što su 1972. godine završili na vrhu tablice, klub igra kvalifikacije za drugu ligu, ali su u kvalifikacijama posrnuli i nisu uspjeli izboriti daljnji plasman.
Glavni cilj kluba bio je igrati u drugoj ligi, ali im to nije uspijevalo sve do sezone 1980./81.
10. travnja 1982. godine uoči ulaska KK Alkara u jugoslavensku Drugu krenula je priča o vjernim Alkarovim navijačima Maliganima. Uz njihovu se bučnu potporu KK Alkar plasirao u Prvu B ligu Jugoslavije, a 1984. su godine došli do finala kupa Jugoslavije. To je bila najuspješnija klupska sezona, sezona 1983./1984., kada su u jugoslavenskom kupu 20. ožujka 1984. igrali u finalu izgubili 92 : 78 od Bosne, a da su prethodno izbacili Borac iz Čačka s 62:60, Šibenku sa 78:77 i Zadar s 82:81 iz daljnjeg natjecanja. Navijački poklič sinjskih navijača je "Neka dođu!".
Tijekom 1993. godine za vrijeme domovinskog rata klub uspijeva izboriti plasman u prvu hrvatsku košarkašu ligu. Alkar 4.ožujka 1995. godine ostvaruje povijesnu pobjednu kad savladava Cibonu rezultatom 81 : 77. Utakmicu su obilježili Goran Sobin koji je postigao 27 poena i 19 skokova, te Mladen Pavić s 26 poena. Sezona 1994. – 1995. smatra se jednom od najboljih u povijesti kluba. KK Alkar ponovno ispada iz prve lige da bi se u sezoni 2003. vratio u prvu ligu predvođen trenerom Borisom Poljakom. Potom je ponovno pao u niži rang natjecanja da bi se kao drugoplasirani 2010. godine opet plasirao u
prvu ligu. 5. ožujka 2011. pobjedom nad KK Dubrovnik ulazi u Ligu za prvaka Hrvatske te završava sezonu kao sedmoplasirani klub prvenstva Hrvatske.
9. ožujka 2013. godine pobjedom protiv KK Đuro Đaković kolo prije razvrstavanja Lige za prvaka Alkar pod vodstvom Damira Milačića osigurava igranje lige.

### Mladen Pavić Kembo
3. lipnja 2020. godine je preminuo Mladen Pavić Kembo, čovjek koji je obnašao sve funkcije u klubu, bio je igrač, kapetan, trener, sportski direktor kluba. Klub je umirovio dres s brojem 5 u čast Kemba tri mjeseca poslije.

KK Alkar od 2022. godine organizira Memorijalni turnir Mladen Pavić Kembo

KK Alkar je prvi pobjenik turnira nakon pobjede nad gornjevakufskim Promom.
Grad Sinj je 2022. godine obnovio staro betonsko košarkaško igralište kod gradske kino dvorane te odlukom gradskog vijeća od 25. listopada 2021. godine igralište nosi ime Mladen Pavića Kembo.

## Klupski uspjesi
- Finalist Kupa Jugoslavije: 1983./84. (poraz od Bosne)
- Finalist Kupa Krešimir Ćosić: 2024./25. (poraz od Splita)

## Najpoznatiji igrači i treneri
| - Mladen Pavić Kembo - Tomislav Lozančić - Nikola Viculin - Branko Sulen - Milivoj Omašić - Ivo Dalbello - Stipe Vrcan | - Martin Guvo - Ivica Caktaš - Davor Vučković - Zvonko Pavić - Ivan Grgat - Stipe Modrić | - Stipe Blajić - Zoran Nikolić - Damir Vujanović - Filip Vrcan - Petroslav Sapunar - Bare Vujina - Petar Peraica | - Predrag Kruščić - Josip Vranković - Goran Sobin - Milan Zečević - Leon Stipaničev - Nenad Videka - Dušan Ugrin, košarkaški sudac, trener, pionir sinjske košarke |

## Himna
KK Alkar se može podičiti jednom od najljepših navijačkih pjesama koja je prerasla u himnu kluba. 
Kupila mu balun pa nek svitom hoda
Izresta je mali, dite s puno dara
Lipo ga je vidit u dresu Alkara
Maligan je i ćaća, srca punog žara
Sin mu sada brani boje svog Alkara
I mi smo Maligani, do zadnje kapi krvi
Uvik smo mu vjerni zadnji ili prvi
Od finala Kupa, mi smo uvik skupa
Za ponos grada Sinja, za Maligane
Mi smo Maligani, do zadnje kapi vina

## Vanjske poveznice
- Navijačke pjesme sinjskih Maligana